# 八甲町 (台北市)
八甲町（はっこうちょう）は、日本統治時代の台湾における台北市の行政区画。台湾総督府は日本統治時代の台湾における最高行政機関。一丁目から三丁目までで構成された。清朝時代にこの地域が「八甲庄」という地名であったことに由来する。おおよそ現在の万華区広州街、昆明街、三水街の一帯が八甲町に含まれる。

## 町内の施設
- 台湾総督府警察官及司獄官練習所（中国語版）（一丁目、現在の台北市立龍山国民中学（中国語版））
- 八甲町郵便局（二丁目、現在の台北龍山郵局）